# Arv
 For alternative betydninger, se Arv (flertydig). (Se også artikler, som begynder med Arv)
Når en person dør, vil dennes formue gå i arv. Afdøde kaldes for arvelader og den, som modtager en arvelod, kaldes for en arving. Et arveforskud ydes mens arvelader stadig er i live og modregnes i den endelige arv.
Ved dødsfaldet vil afdødes aktiver overgå til et bo, som tages under skifte. Boet skal sikre, at gæld og begravelse betales (eller sikres), førend arven fordeles.

## Danske arveregler
Udgangspunktet efter den danske arvelov er, at afdødes dødsbo falder i arv til afdødes livsarvinger. Livsarvinger er afdødes børn. Er et barn død, træder dets børn i dets sted, og disse børnebørn arver indbyrdes lige. Efterlades ingen børn og ingen ægtefælle, arver afdødes forældre; er forældrene døde, arver forældrenes børn (afdødes søskende).
Efterlader afdøde en ægtefælle, arver ægtefællen halvdelen af boet. Efterlades ingen børn, arver ægtefællen det hele.
Afdøde kan ved testamente havde bestemt, hvorledes arven skal fordeles. Arvingerne er dog berettigede til tvangsarv, som udgør en fjerdedel af arveloden. Det er dog yderligere muligt for testator at begrænse tvangsarven til en million kr. Beløbet reguleres årligt.
Hvis arvelader efterlader sig ægtefælle samt fællesbørn, har den længstlevende ægtefælle mulighed for at sidde i uskiftet bo. Dette bevirker at arven ikke udbetales før længstlevende afgår ved døden, begærer skifte eller indgår nyt ægteskab.
Efterlader arvelader særbørn, hvor moderen eller faderen er en anden end ægtefællen, kan længstlevende kun sidde i uskiftet bo med særbarnets (eller dennes værges) samtykke.
Bestemmelserne for tvangsarv og for fordeling, hvor der ikke er lavet testamente, findes i arveloven.
Der skal udredes boafgift (tidligere arveafgift) af arven – er en lav sats for nærtbeslægtede og en højere afgift for alle andre. Ægtefæller og registrerede partnere skal ikke betale boafgift af arv.